# Irenka
Irenka je žensko osebno ime.

## Izvor imena
Ime Irenka je različica ženskega osebnega imena Irena.

## Pogostost imena
Po podatkih Statističnega urada Republike Slovenije je bilo na dan 31. decembra 2007 v Sloveniji število ženskih oseb z imenom Irenka: 43.

## Osebni praznik
V koledarju je ime Irenka zapisano skupaj z imenom Irena.